# Condado de Cocentaina
El Condado de Cocentaina o Comtat es una comarca en la provincia de Alicante de la Comunidad Valenciana en España, situada en la zona más septentrional de la provincia de Alicante. Su capital tradicional es la localidad de Cocentaina.

## Municipios
| Municipio         | Nombre oficial     | Población (2023) | Superficie | Densidad |
| ----------------- | ------------------ | ---------------- | ---------- | -------- |
| Cocentaina        | Cocentaina         | 11 309           | 52,94      | 217,43   |
| Muro de Alcoy     | Muro de Alcoy      | 9253             | 30,24      | 308,33   |
| Beniarrés         | Beniarrés          | 1089             | 20,20      | 55,35    |
| Benilloba         | Benilloba          | 737              | 9,54       | 75,89    |
| Planes            | Planes             | 699              | 38,87      | 17,83    |
| Agres             | Agres              | 619              | 25,84      | 21,86    |
| Lorcha            | l’Orxa             | 587              | 31,76      | 18,20    |
| Gayanes           | Gaianes            | 555              | 9,57       | 47,23    |
| Alquería de Aznar | l’Alqueria d’Asnar | 511              | 1,08       | 456,48   |
| Benimarfull       | Benimarfull        | 422              | 5,56       | 73,56    |
| Alfafara          | Alfafara           | 419              | 19,78      | 20,73    |
| Gorga             | Gorga              | 284              | 9,11       | 27,33    |
| Alcocer de Planes | Alcosser           | 259              | 4,39       | 52,39    |
| Millena           | Millena            | 254              | 9,77       | 24,26    |
| Alcolecha         | Alcoleja           | 188              | 14,56      | 11,88    |
| Benasau           | Benasau            | 173              | 9,04       | 16,70    |
| Cuatretondeta     | Quatretondeta      | 136              | 16,70      | 7,30     |
| Balones           | Balones            | 119              | 11,24      | 11,65    |
| Almudaina         | Almudaina          | 110              | 8,82       | 12,81    |
| Benimasot         | Benimassot         | 105              | 9,51       | 11,15    |
| Benillup          | Benillup           | 105              | 3,38       | 28,70    |
| Facheca           | Fageca             | 101              | 10,17      | 10,42    |
| Famorca           | Famorca            | 45               | 9,72       | 4,83     |
| Tollos            | Tollos             | 40               | 15,97      | 3,57     |
| Total             |                    | 28 119           | 377,76     | 74,37    |

## Geografía
Está situada en una zona bastante montañosa del interior, la cual comprende una parte del curso alto del río Serpis, en el cual se encuentra el embalse de Beniarrés. 
Limita al norte con las comarcas del Valle de Albaida y la Safor, (ambas en la provincia de Valencia), al este con la Marina Alta, también al oeste con el Valle de Albaida, y al sur con la Marina Baja y la Hoya de Alcoy.
La comarca, muy accidentada, cuenta con sierras como la de Mariola (siendo el Montcabrer de 1390 metros la máxima altura comarcal), sierra de Agullent, el Benicadell, estribaciones del circo de la Safor, sierra de Alfaro o la espectacular sierra de la Serrella, con picos que rondan los 1350 metros.
Muchas de estas sierras presentan cuevas (Bolumini, cova de la Font), abrigos y cavidades excavadas en la montaña por la mano del hombre, como sucede en Alfafara con les Coves de les Finestres.
Estas sierras están cubiertas por bosques de pino carrasco y encinas, aunque de forma ocasional pueda aparecer algún pino resinero o piñonero. El sotobosque suele componerse de matorral de coscoja, aliagas, romero, tomillo, estepa, zarzaparrilla, zarzamora y escaramujo. En zonas de montaña expuestas al viento abunda el erizón. Menos frecuente es el durillo o la hiedra, y aún más escaso, el tejo. 
Entre la fauna que habita sus bosques y serranías cabe destacar el arruí, el muflón, el jabalí, el zorro, la jineta, la garduña, el conejo, águila real, el buitre leonado, el cárabo, el gavilán, el azor o la perdiz patirroja.

## Historia
La comarca fue conquistada por Jaime I de Aragón hacia 1245. Fue donada en 1291 por el rey Pedro III de Aragón a su almirante Roger de Lauria como recompensa a su trayectoria militar, convirtiéndose así en el primer señor feudal de Cocentaina con el título de barón. En 1247 y 1275 el caudillo musulmán Al-Azraq protagonizó varias revueltas y en 1304 Cocentaina fue saqueada por tropas musulmanas procedentes del Reino de Granada.
Más adelante, al 1448, Alfonso V vendió la villa por 80 000 florines al militar Jimeno Pérez de Corella, al que le concedió el título de conde de Cocentaina y regresó a conceder otro derecho real de otra feria, diferente de la ya concedida por Pedro IV. La familia Corella, de origen navarro, reformó y amplió el Palacio hasta darle la forma actual. En el siglo XVII, Cocentaina pasó a manos de la familia Benavides que un siglo después enlazaron con los Fernández de Córdoba (duques de Medinaceli y de Feria) en donde actualmente se encuentra.
Durante los siglos siguientes el condado estuvo poblado en su práctica totalidad por musulmanes, llamados moriscos a partir de 1502. Solamente Cocentaina tenía una población significativa de cristianos viejos. La expulsión de los moriscos realizada en 1609 provocó un auténtico cataclismo en el condado, que se quedó vacío de recursos humanos. La gran mayoría de aldeas y poblados se quedaron completamente despoblados; algunos fueron recolonizados por cristianos procedentes de otras zonas del Reino de Valencia, pero muchos otros se abandonaron definitivamente. En algunos casos la repoblación se llevó a cabo con repobladores mallorquines, lo que seguramente ha influido tanto en el habla de algunos pueblos, como en la gastronomía (sobrasada).
A finales del siglo XIX, y por la influencia de la vecina Alcoy, Cocentaina y Muro de Alcoy se beneficiaron de una tímida industrialización. Durante el siglo XX, y quitando estos dos núcleos de población, el éxodo rural provocó un muy importante descenso demográfico en los municipios de la comarca.

## Lengua
El Condado de Cocentaina se encuentra ubicado dentro del ámbito lingüístico valencianoparlante.

## Economía
La actividad económica de la comarca está basada casi exclusivamente en la industria textil y la agricultura. La industria solo se encuentra en las poblaciones más grandes como lo son la capital Cocentaina o Muro de Alcoy. El resto, debido en parte a sus malas infraestructuras, son todo poblaciones muy pequeñas, de las muy pocas de la provincia que sufren despoblación. Alguna de estas localidades, tiene incluso menos de 100 habitantes, como son los casos de Famorca y Tollos.
En la agricultura destaca la superficie dedicada al olivar, cultivado generalmente sobre bancales y con ejemplares de gran belleza. Estos olivares producen excelentes aceites, incluso con variedades de aceituna autóctona, como es el caso de la alfafarenca. Además del olivo, también el almendro y el manzano resultan de gran importancia agrícola. 
No obstante, la dificultad para acceder a estas poblaciones, las ha mantenido libres de la especulación urbanística, y se conservan por estas tierras unos de los pocos paisajes vírgenes del interior tradicional alicantino, con un entorno natural sin degradar. Existe un incipiente turismo rural que aprovecha los hermosos pueblos, paisajes y riqueza de fauna y flora, así como la deliciosa gastronomía local ( embutido, herbero, bajoques farcides, arroz al horno, olleta, pericana...). No obstante este tipo de turismo debería ser más promocionado.

## Delimitaciones históricas
La comarca del Comtat es de creación moderna, en el año 1989. Histórica e íntegramente formaba parte de la antigua comarca de los Valles de Alcoy. Esta comarca aparece en el mapa de comarcas de Emili Beüt "Comarques naturals del Regne de València" publicado en el año 1934.